# Tekning

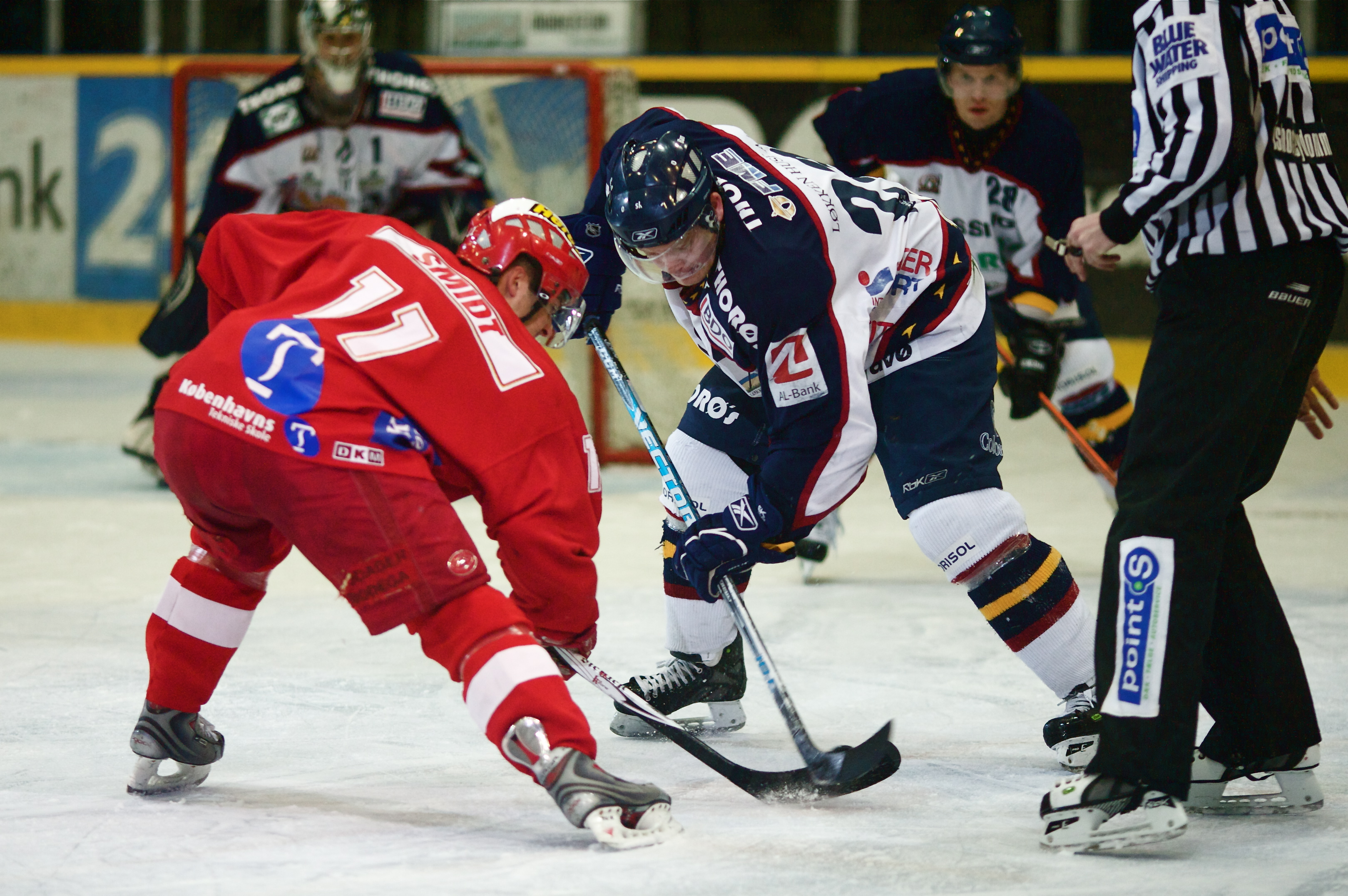
Ishockeyspelare redo för nedsläpp (tekning).

Ishockeyrink med punkter för nedsläpp (tekning) markerade.

Tekning (engelska: faceoff, inom ishockey nedsläpp) är en metod för att starta eller återuppta spelet i sporter som ishockey, bandy, innebandy och lacrosse. Gemensamt för dessa är att de är lagsporter, där spelet går ut på att med hjälp av klubbor föra en boll eller puck in i motståndarlagets mål.
I en tekning deltar endast två spelare, en från vardera laget. Andra spelare måste hålla sig på ett, beroende på sporten, varierande avstånd från tekniningspunkten. Uppgiften för de s.k. tekarna är att vid igångsättningen av spelet vinna kontroll över bollen eller pucken för det egna lagets räkning.
I ishockey startar spelet efter att en domare släppt ned pucken mellan de båda spelarna och denna träffat isen. I andra sporter placeras bollen på spelplanen mellan spelarna, och spelet börjar efter signal från domaren.

## Ishockey
Inom svensk ishockey används ordet nedsläpp för det som kallas tekning i andra sporter. Förutom straffslag är nedsläpp det enda sättet varmed spelet kan starta. Tekning används för att starta spelet vid början av varje spelperiod, efter mål, efter de flesta förseelser samt efter avblåsning av andra orsaker. Om vanligt spel skall fortsätta efter ett straffslag, inleds det med ett nedsläpp. 
Ishockeybanan har nio markerade nedsläppspunkter, och nedläpp får bara ske vid dessa. Fem nedsläppspunkter – mittpunkten och de fyra nesläppspunkterna i ändzonerna – är omgivna av cirklar med radien 4,5 meter. Övriga spelare måste befinna sig utanför den aktuella cirkeln vid nedsläpp i denna.
Det finns detaljerade regler om vilken nedsläppspunkt som skall användas vid olika typer av spelavbrott. De båda tekarna skall stå vända i anfallsriktningen på en klubblängds avstånd från varandra och alla spelare skall befinna sig på sin försvarssida av nedsläppspunkten. Tekarna skall placera sina klubbor utanför den markerade nedsläppspunkten, som har diametern 60 cm. En domare släpper ned pucken på nedslagspunkten mellan dem, och spelet börjar först efter att pucken har nuddat isen.

## Bandy
I bandy kan bollen sättas i spel med en rad olika metoder liknande dem som förekommer i fotboll. Tekning kommer till användning, efter att spelet tillfälligt stoppats av domarens avblåsning. Den utförs på den plats, där bollen befann sig vid avblåsningen. Om detta var i ett målområde, görs tekningen från närmaste frislagspunkt utanför detta. Vid tekningen får inga andra spelare än de två tekarna befinna sig mindre än fem meter från tekningspunkten.

## Innebandy
Tekning sker i innebandy efter mål, för att starta en period, efter avblåsning för avvaktande utvisning, efter missat såsom satt straffslag, efter avblåsningar för saker som skador, domaren träffas av bollen och påverkar spelet, obehörig beträder planen, bollen går sönder o.s.v. En tekning sker alltid vid en av de sju tekningspunkterna, ett i vardera hörn + en i mittcirkeln och två på kanterna på mittlinjen. Den i mittcirkeln används bara efter mål och för att starta en period och de sju övriga används vid andra fall.
En tekning går till på så sätt att bollen ligger stilla på tekningspunkten medan en spelare från vardera lag står bakom bollen med fötterna, knäna och klubbladet pekandes mot motståndarlagets kortsida så att en rät vinkel bildas mot den skärande mittlinjen (finns bara på punkterna på mittlinjen men samma princip tillämpas vid hörnen). Man ska hålla klubban med normal hållning, s.k. hockeytekningar är inte regelrätta, man ska även hålla den lägsta handen över markeringen som finns på alla, av IFF godkända, klubbor. I fall man inte följer dessa anvisningar har domaren rätt att byta tekare. Efter korrekt position har intagits, inväntas domarens signal och på den är målet att vinna innehavet av bollen genom att (oftast) dra bak bollen till sina backar men det förekommer även att man dra fram bollen för att kunna göra mål snabbt.

### Fotnoter
1. ↑  Officiell regelbok 2014-2018,Svenska ishockeyförbundet, 2014.
2. ↑  Spelregler för bandy 2016–2017, sida 14. Svenska bandyförbundet, 2016. Läst 2017-03-31.
3. ↑  ”Svenska innebandyförbundets Regelhandbok : Regler och  tolkningar gilitiga fr. o. m. 1 juli 2010.”. Arkiverad från originalet den 10 september 2016. https://web.archive.org/web/20160910111014/http://www.innebandy.se/Global/Regelhandboken%202010.pdf. Läst 10 april 2017.